# Nieuwgriekse grammatica
De grammatica van het Nieuwgrieks, dat vandaag de dag in Griekenland en Cyprus wordt gesproken, is vrijwel gelijk aan Dimotiki, maar heeft enkele elementen van Katharevousa overgenomen. Katharevousa is meer gelijk aan het Grieks van de Klassieke Oudheid en was de officiële taal van Griekenland gedurende de 19de en 20ste eeuw. De Nieuwgriekse (of Modern Griekse) grammatica heeft nog veel kenmerken van het Oudgrieks, maar is, net als veel andere moderne Indo-Europese talen, meer analytisch (in plaats van synthetisch) geworden.

## Algemene kenmerken

### Syntaxis
De meest gebruikelijke woordvolgorde in het Grieks is SVO (onderwerp-werkwoord-lijdend voorwerp), maar de woordvolgorde is niet streng en kan makkelijk variëren. VSO-volgorde komt ook vaak voor. Binnen de naamwoordgroep komen bijvoeglijke naamwoorden voor het zelfstandig naamwoord (bijvoorbeeld, το μεγάλο σπίτι, [to megálo spíti], 'het grote huis'). Bezittelijke voornaamwoorden komen juist achter het zelfstandig naamwoord (bijvoorbeeld, το σπίτι μου, [to spíti moe], 'mijn huis'; το σπίτι του Νίκου, Nicks huis). De volgorde kan echter ook worden omgedraaid om nadruk te geven (zoals το σπίτι το μεγάλο 'het grote huis'; του Νίκου το σπίτι 'Nicks huis').
Grieks is een pro-droptaal, wat wil zeggen dat het onderwerp zoveel mogelijk wordt weggelaten, als deze uit de context is op te maken. Een aantal grammaticale elementen hecht zich aan de werkwoorden als clitica en vormt zo een groep met een strenge, vaste volgorde, in tegenstelling tot de andere elementen in een zin, die zich veel vrijer kunnen verplaatsen.

### Morfologie
Grieks is een zeer synthetische (inflectionele) taal. Het systeem van vervoegingen en verbuigingen is weliswaar minder ingewikkeld dan dat van het Oudgrieks, toch heeft Nieuwgrieks een ietwat ouderwets karakter, vergeleken met andere Indo-Europese talen uit Europa. Zelfstandige naamwoorden, bijvoeglijke naamwoorden en werkwoorden zijn elk onderverdeeld in verschillende verbuigings- en vervoegingsklassen, die elk hun eigen uitgangen hebben. Bij de naamwoorden is het systeem nog vrijwel gelijk aan dat van het Oudgrieks, behalve dat er één naamval, de datief, is vervallen en een aantal van de klassen is geherstructureerd. Bij de werkwoorden is een aantal synthetische categorieën weggevallen, terwijl er een paar analytische categorieën bij zijn gekomen.

## Klemtoon
Nieuwgrieks heeft een weergave van de klemtoon. De klemtoon wordt weergegeven door een accent boven de beklemtoonde klinker, die in het Grieks οξεία (oksía, "aigu"), of τόνος (tónos, "klemtoon"). De eerste van de twee termen is afgeleid van de naam voor een van de accenten uit de oude spelling, die sinds 1982 niet meer gebruikt wordt.
De meeste woorden die maar één lettergreep hebben, krijgen geen accent, zoals bijvoorbeeld το (to, "de"). Uitzonderingen zijn onder andere ή (i, "of"), de vragende voornaamwoorden πώς (pos, "hoe") en πού (poe, "waar") in directe en indirecte vragen en een aantal vaste uitdrukkingen zoals πού και πού (poe ke poe, "af en toe"). Daarnaast krijgen zwakke persoonlijke voornaamwoorden een accent als ze verward kunnen worden met enclitica (zie hieronder). Bijvoorbeeld, ο σκύλος μού γάβγισε (o skílos moe gávjise, "de hond blafte naar me") in plaats van ο σκύλος μου γάβγισε ("mijn hond blafte").
Enclitica worden vlak na het vorige woord uitgesproken. Het zijn meestal zwakke persoonlijke voornaamwoorden. Enclitica veranderen de klemtoon van het voorafgaande woord niet als deze ligt op de laatste of voorlaatste lettergreep, zoals bij bijvoorbeeld οδηγός μας ([oðiˈɣos‿mas], "onze chauffeur") en βιβλίο σου ([viˈvlio‿su], "jouw boek"). Als de klemtoon van het voorafgaande woord echter
op de op twee na laatste lettergreep ligt, wordt de laatste lettergreep ook beklemtoond. Bijvoorbeeld, δάσκαλος ([ˈðaskalos], "leraar"), maar δάσκαλός μου ([ˈðaskaˌlos‿mu], "mijn leraar"). Daarnaast krijgen enclitica wel een accent als ze een ander encliticum voorgaan als deze twee een imperatief aangeven waarbij de klemtoon op de voorlaatste lettergreep ligt. Bijvoorbeeld φέρε μού το ([ˈfere‿ˌmu‿to], "breng het naar mij").
Bij digrafen die worden uitgesproken als eenvoudige fonemen, zoals αι [e], οι [i], ει [i], αυ ([af] of [av]) en ευ ([ef] of [ev]), wordt het accent op de tweede letter geplaatst, oftewel: αί, εί, αύ, etc. Als het accent op de eerste letter staat, wordt de digraaf uitgesproken als een beklemtoonde diftong, zoals άι [á͜i] in γάιδαρος ([ɣá͜iðaros], "ezel"). Als het accent op de tweede letter staat samen met een trema, worden de twee klinkers los uitgesproken en heeft de tweede de klemtoon, zoals αΐ [aˈi] in σαΐτα ([saˈita], "papieren vliegtuig")
Net als in Oudgrieks, kan de klemtoon niet voor de op-twee-na-laatste lettergreep liggen. Daarom wordt de klemtoon bij woorden die niet in elke verbuiging evenveel lettergrepen hebben verplaatst naar de volgende lettergreep (naar rechts). Bijvoorbeeld nom ev μάθημα ([ˈmaθima], "les"), maar gen ev μαθήματος [maˈθimatos] en nom mv μαθήματα [maˈθimata] etc. In enkele andere gevallen gebeurt dit ook als er geen nieuwe lettergreep wordt toegevoegd, om historische redenen die te maken hebben met het aantal morae dat lange klinkers en diftongen hebben. Een voorbeeld hiervan is nom ev άνθρωπος ([ˈanθropos], "mens"), maar gen ev ανθρώπου [anˈθropu], gen mv ανθρώπων [anˈθropon] en acc mv ανθρώπους [anˈθropus].

## Werkwoorden
Griekse werkwoorden kunnen worden vervoegd aan de hand van twee aspecten, namelijk imperfectief, en perfectief en twee werkwoordstijden, namelijk verleden tijd en niet-verleden tijd (of tegenwoordige tijd). De aspecten hebben elk een eigen werkwoordstam, terwijl de verschillen in werkwoordstijden worden weergegeven door de uitgangen. Drie van de vier mogelijke combinaties van aspecten en tijden kunnen worden gebruikt in de aantonende wijs: de tegenwoordige tijd (namelijk imperfectief niet-verleden tijd), de onvoltooid verleden tijd (imperfectief verleden tijd) en de aoristus (perfectief verleden tijd). Alle vier de combinaties kunnen worden gebruikt in de aanvoegende wijs. Ze worden dan vaak voorafgegaan door het deelwoord να of door onderschikkende voegwoorden. Er zijn twee vormen van de gebiedende wijs, een voor elk aspect.
Hiernaast heeft het Grieks een aantal perifrastische werkwoordconstructies. Om een voltooide tijd te vormen, worden een vervoegde vorm van het hulpwerkwoord έχω ('hebben') en een onveranderlijke werkwoordsvorm gebruikt. Dit gebeurt zowel in de verleden als tegenwoordige tijd.
Alle basiscombinaties kunnen worden gecombineerd met het toekomstig deelwoord θα (een samenvoeging van θέλω να, 'willen'). Gecombineerd met de niet-verleden tijd wordt er zo een imperfectieve en perfectieve toekomstige tijd gevormd. Samen met de imperfectieve verleden tijd, wordt het gebruikt als voorwaardelijke tijd, en met de perfectieve verleden tijd als een inferentiële tijd.
Nieuwgrieks heeft drie onpersoonlijke vormen. Er is een vorm die meestal "απαρέμφατο" (oftewel 'infinitief', letterlijk 'onveranderlijke vorm') wordt genoemd. Deze vorm wordt alleen gebruikt om de perifrastische voltooid tegenwoordige en verleden tijd aan te geven en is identiek aan de derde persoon enkelvoud van de perfectief niet-verleden tijd. Er is ook een passief deelwoord, dat meestal eindigt op -μενος (-μενη, -μενο), dat wordt verbogen als een regelmatig bijvoeglijk naamwoord. Het wordt gebruikt als canoniek bijvoeglijk naamwoord, of als onderdeel van een tweede, alternatieve perifrase voor de voltooide tijd met transitieve werkwoorden. Als laatst is er nog een onveranderlijke vorm, die bestaat uit de tegenwoordige tijd en meestal eindigt op -οντας. Deze vorm wordt beschouwd als gerundium. Het stamt af van een oud tegenwoordig deelwoord en wordt vandaag de dag ongeveer hetzelfde gebruikt als het deelwoord -ing in het Engels.

### Passief/actief
Het Grieks is een van de weinige Indo-Europese talen waarin een werkwoord zowel een passieve ('mediopassieve') als een actieve vorm kan hebben. De mediopassieve vorm heeft verschillende functies:
- Passief; geeft aan dat de actie op het onderwerp is uitgevoerd door een ander (bijvoorbeeld σκοτώθηκε, 'hij werd vermoord');
- Wederkerend; geeft aan dat een actie op het onderwerp is uitgevoerd door hem- of haarzelf (bijvoorbeeld ξυρίστηκε, 'hij schoor zichzelf');
- Wederkerig; geeft aan dat een actie door meerdere onderwerpen is uitgevoerd op elkaar (bijvoorbeeld αγαπιούνται, 'zij houden van elkaar');
- Modaal, geeft de mogelijkheid van een actie aan (bijvoorbeeld τρώγεται, 'het is eetbaar');
- Deponentieel: werkwoorden die alleen in de mediopassieve vorm voorkomen en dus geen actieve vorm hebben. Ze hebben vaak een betekenis die in andere talen actief is, zoals εργάζομαι 'ik werk'; κοιμάμαι 'ik slaap'; δέχομαι 'ik accepteer'. Daarnaast zijn er werkwoorden waarbij de mediopassieve vorm een andere betekenis heeft en in andere talen met een apart werkwoord zou worden aangegeven, zoals het actieve σηκώνω 'ik verhoog' en het passieve σηκώνομαι 'ik sta op'; het actieve βαράω 'ik staak' en het passieve βαριέμαι 'ik verveel me'.

### Zijnenhebben
De werkwoorden είμαι ('zijn') en έχω ('hebben') zijn onregelmatig en defectief, aangezien ze niet allebei de aspecten hebben. Hieronder volgt de vervoeging:
| Tegenwoordig                                  | Verleden                                                        | Deelwoord |
| --------------------------------------------- | --------------------------------------------------------------- | --------- |
| είμαι είσαι είναι είμαστε είσαστε/είστε είναι | ήμουν(α) ήσουν(α) ήταν(ε) ήμασταν/ήμαστε ήσασταν/ήσαστε ήταν(ε) | όντας     |

| Tegenwoordig                         | Verleden                               | Deelwoord |
| ------------------------------------ | -------------------------------------- | --------- |
| έχω έχεις έχει έχουμε έχετε έχουν(ε) | είχα είχες είχε είχαμε είχατε είχαν(ε) | έχοντας   |

## Zelfstandige naamwoorden
Griekse zelfstandige naamwoorden kunnen worden verbogen in twee getallen (enkelvoud en meervoud), drie geslachten (mannelijk, vrouwelijk en onzijdig) en vier naamvallen (nominatief, genitief, accusatief en vocatief). Net als in veel andere Indo-Europese talen is het geslacht van een zelfstandig naamwoord willekeurig. Getal, geslacht en naamval worden niet alleen in zelfstandige naamwoorden, maar ook in lidwoorden en bijvoeglijke naamwoorden weergegeven. Er zijn vier naamvallen, maar er is grote mate van syncretisme tussen de naamvalsvormen. Slechts één onderklasse van de mannelijke zelfstandige woorden heeft vier verschillende vormen voor de vier naamvallen.
|     | Mannelijk | Vrouwelijk | Onzijdig |
| --- | --------- | ---------- | -------- |
| Nom | δουλ-ος   | τιμ-ή      | δωρ-ον   |
| Acc | δουλ-ον   | τιμ-ήν     | δωρ-ον   |
| Gen | δουλ-ου   | τιμ-ης     | δωρ-ου   |

### Lidwoorden
Er zijn twee lidwoorden in Nieuwgrieks, bepaald en onbepaald. Beide worden verbogen voor geslacht en naamval en het bepaalde lidwoord ook voor getal. Het getal, geslacht en de naamval van het lidwoord congrueert met die van het zelfstandige naamwoord waar het bijhoort.

#### Bepaalde lidwoorden
Het bepaalde lidwoord wordt vaak gebruikt in het Grieks, ook voor eigennamen en zelfstandige naamwoorden die abstract worden gebruikt. Bijvoorbeeld:
- Ο Αλέξανδρος ήρθε χθες (O Alexandros irthe chthes, "Alexander kwam gisteren")
- Η ειλικρίνεια είναι η καλύτερη πρακτική . (I eilikrineia einai i kalyteri praktiki, "Eerlijkheid duurt het langst")

|           |            | Mannelijk | Vrouwelijk | Onzijdig |
| --------- | ---------- | --------- | ---------- | -------- |
| Enkelvoud | Nominatief | ο         | η          | το       |
| Enkelvoud | Genitief   | του       | της        | του      |
| Enkelvoud | Accusatief | τον       | την        | το       |
| Meervoud  | Nominatief | οι        | οι         | τα       |
| Meervoud  | Genitief   | των       | των        | των      |
| Meervoud  | Accusatief | τους      | τις        | τα       |

#### Onbepaalde lidwoorden
Het onbepaalde lidwoord is identiek aan het telwoord één en heeft alleen een enkelvoudige vorm. Het gebruik van het onbepaald lidwoord heeft geen duidelijke regels en kan door de spreker gebruikt worden als hij dat zelf goed passend vindt. Als zelfstandige naamwoorden in het meervoud onbepaald zijn, vervalt het lidwoord. Bijvoorbeeld:
- Αγόρασα έναν υπολογιστή (Agorasa enan ypologisti, “Ik heb een computer gekocht”)

Het onbepaalde lidwoord wordt lang niet zo vaak gebruikt in het Grieks als in het Nederlands, omdat het echt om 'één' gaat. Bijvoorbeeld:
- Είναι δικηγόρος (Einai dikigoros, “Hij is een advocaat”)

|            | Enkelvoud  | Enkelvoud | Enkelvoud |
| Mannelijk  | Vrouwelijk | Onzijdig  |           |
| ---------- | ---------- | --------- | --------- |
| Nominatief | ένας       | μία       | ένα       |
| Genitief   | ενός       | μιας      | ενός      |
| Accusatief | έναν       | μία(ν)    | ένα       |

### Verbuigingen
Binnen de drie geslachten die een zelfstandig naamwoord kan hebben, zijn er verschillende onderklassen met verschillende uitgangen.

#### Mannelijk
De meeste mannelijke zelfstandige naamwoorden eindigen op -ος [–os], –ης [–is], –ας [–as], –εας [–ˈeas].
|           |                                         | -ος/-οι άνθρωπος ([ˈanθropos] 'man') | -ος/-οι άνθρωπος ([ˈanθropos] 'man') | -ης/-ες πολίτης ([poˈlitis] 'burger') | -ης/-ες πολίτης ([poˈlitis] 'burger') | -ας/-ες πατέρας ([paˈteras] 'vader') | -ας/-ες πατέρας ([paˈteras] 'vader') | -εας/-εις προβολέας ([provoˈleas] 'zoeklicht') | -εας/-εις προβολέας ([provoˈleas] 'zoeklicht') | -ας/-αδες ψαράς ([psaˈras] 'visser') | -ας/-αδες ψαράς ([psaˈras] 'visser') |
| --------- | --------------------------------------- | ------------------------------------ | ------------------------------------ | ------------------------------------- | ------------------------------------- | ------------------------------------ | ------------------------------------ | ---------------------------------------------- | ---------------------------------------------- | ------------------------------------ | ------------------------------------ |
| Enkelvoud | Nominatief Genitief Accusatief Vocatief | άνθρωπος ανθρώπου άνθρωπο άνθρωπε    | [-os] [-u] [-o] [-e]                 | πολίτης πολίτη πολίτη πολίτη          | [-is] [-i]                            | πατέρας πατέρα πατέρα πατέρα         | [-as] [-a]                           | προβολέας προβολέα προβολέα προβολέα           | [-eas] [-ea]                                   | ψαράς ψαρά ψαρά ψαρά                 | [-as] [-a]                           |
| Meervoud  | Nominatief Genitief Accusatief Vocatief | άνθρωποι ανθρώπων ανθρώπους άνθρωποι | [-i] [-on] [-us] [-i]                | πολίτες πολιτών πολίτες πολίτες       | [-es] [-ˈon] [-es]                    | πατέρες πατέρων πατέρες πατέρες      | [-es] [-on] [-es]                    | προβολείς προβολέων προβολείς προβολείς        | [-is] [-eon] [-is]                             | ψαράδες ψαράδων ψαράδες ψαράδες      | [-aðes] [-aðon] [-aðes]              |

#### Vrouwelijk
De meeste vrouwelijke zelfstandige naamwoorden eindigen op -η [-i], -α [-a] en -ος [-os].
|           |                                         | -η/-ες μάχη ([ˈmaçi], 'strijd') | -η/-ες μάχη ([ˈmaçi], 'strijd') | -α/-ες θάλασσα ([ˈθalasa], 'zee')   | -α/-ες θάλασσα ([ˈθalasa], 'zee') | -ος/-οι μέθοδος ([ˈmeθoðos], 'methode') | -ος/-οι μέθοδος ([ˈmeθoðos], 'methode') | -η/-εις δύναμη ([ˈðinami], 'kracht')     | -η/-εις δύναμη ([ˈðinami], 'kracht') |
| --------- | --------------------------------------- | ------------------------------- | ------------------------------- | ----------------------------------- | --------------------------------- | --------------------------------------- | --------------------------------------- | ---------------------------------------- | ------------------------------------ |
| Enkelvoud | Nominatief Genitief Accusatief Vocatief | μάχη μάχης μάχη μάχη            | [-i] [-is] [-i]                 | θάλασσα θάλασσας θάλασσα θάλασσα    | [-a] [-as] [-a]                   | μέθοδος μεθόδου μέθοδο μέθοδε           | [-os] [-u] [-o] [-e]                    | δύναμη δύναμης en δυνάμεως δύναμη δύναμη | [-i] [-is] en [-eos] [-i]            |
| Meervoud  | Nominatief Genitief Accusatief Vocatief | μάχες μαχών μάχες μάχες         | [-es] [-ˈon] [-es]              | θάλασσες θαλασσών θάλασσες θάλασσες | [-es] [-ˈon] [-es]                | μέθοδοι μεθόδων μεθόδους μέθοδοι        | [-i] [-on] [-us] [-i]                   | δυνάμεις δυνάμεων δυνάμεις δυνάμεις      | [-is] [-eon] [-is]                   |

#### Onzijdig
De meeste onzijdige zelfstandige naamwoorden eindigen op -ο [-o] of -ι [-i].
|           |                                         | -ο/-α βιβλίο ([viˈvlio], 'boek') | -ο/-α βιβλίο ([viˈvlio], 'boek') | -ί/-ιά παιδί ([peˈði], 'kind') | -ί/-ιά παιδί ([peˈði], 'kind') | -α/-ατα πρόβλημα ([ˈprovlima], 'probleem')   | -α/-ατα πρόβλημα ([ˈprovlima], 'probleem') | -ος/-η μέγεθος ([ˈmeʝeθos], 'grootte') | -ος/-η μέγεθος ([ˈmeʝeθos], 'grootte') | -ιμο/-ίματα δέσιμο ([ˈðesimo], 'veter') | -ιμο/-ίματα δέσιμο ([ˈðesimo], 'veter') |
| --------- | --------------------------------------- | -------------------------------- | -------------------------------- | ------------------------------ | ------------------------------ | -------------------------------------------- | ------------------------------------------ | -------------------------------------- | -------------------------------------- | --------------------------------------- | --------------------------------------- |
| Enkelvoud | Nominatief Genitief Accusatief Vocatief | βιβλίο βιβλίου βιβλίο βιβλίο     | [-o] [-u] [-o]                   | παιδί παιδιού παιδί παιδί      | [-i] [-ˈu] [-i]                | πρόβλημα προβλήματος πρόβλημα πρόβλημα       | [-a] [-atos] [-a]                          | μέγεθος μεγέθους μέγεθος μέγεθος       | [-os] [-us] [-os]                      | δέσιμο δεσίματος δέσιμο δέσιμο          | [-o] [-atos] [-o]                       |
| Meervoud  | Nominatief Genitief Accusatief Vocatief | βιβλία βιβλίων βιβλία βιβλία     | [-a] [-on] [-a]                  | παιδιά παιδιών παιδιά παιδιά   | [-ˈja] [-ˈjon] [-ˈja]          | προβλήματα προβλημάτων προβλήματα προβλήματα | [-ata] [-ˈaton] [-ata]                     | μεγέθη μεγεθών μεγέθη μεγέθη           | [-i] [-ˈon] [-i]                       | δεσίματα δεσιμάτων δεσίματα δεσίματα    | [-ata] [-ˈaton] [-ata]                  |